# Rosanna Arquette
Rosanna Arquette (* 10. srpna 1959) je americká herečka. Narodila se v New Yorku jako dcera herce Lewise Arquetta. Její sourozenci, Patricia, Alexis, Richmond a David, jsou rovněž herci. Svou kariéru zahájila koncem sedmdesátých let. V roce 1982 obdržela za svou roli v televizním filmu The Executioner's Song nominaci na cenu Emmy. Později hrála například ve filmech Hledám Susan. Zn.: Zoufale (1985), Pulp Fiction (1994), Zločin a trest v New York City (1998), Osudová sázka (1998) a Můj soused zabiják (2000).